# Iwan Tol
Iwan Tol (30 november 1973) is sportjournalist bij de Volkskrant. Hij schreef eerder voor Nieuwe Revu, Johan, Voetbal International en dagblad De Pers. Ook werkte hij bij Holland Sport.
In 2005 verscheen van Tol het boek Eindbestemming Zanderij over het Kleurrijk Elftal, een voetbalteam waarvan in 1989 vijftien leden om het leven kwamen bij de SLM-ramp. Twee jaar later publiceerde hij het boek Drama in het Lenin-stadion, dat gaat over Loezjnikiramp in 1982, een uit de hand gelopen voetbalwedstrijd tussen Spartak Moskou en HFC Haarlem, waarbij officieel 66 doden vielen. In 2012 publiceerde hij het boek Hans Kraay jr. Achter de kleedkamerdeur, een portret van de oud-voetballer en televisiepresentator.